# Slaget vid sjön Chasan
Slaget vid sjön Chasan (29 juli - 11 augusti 1938), även känt som Changkufeng-incidenten, var en serie gränsstrider runt sjön Chasan mellan sovjetiska och japanska styrkor. Konflikten gällde gränsdragningen i området. Striderna slutade med sovjetisk seger. Slaget vid sjön Chasan var del av den sovjetisk-japanska gränskonflikten som fortsatte 1939 med slaget om Chalchin-Gol och avslutades med en stor sovjetisk seger i Manchuriet i augusti 1945.